# Franse presidentsverkiezingen 1939

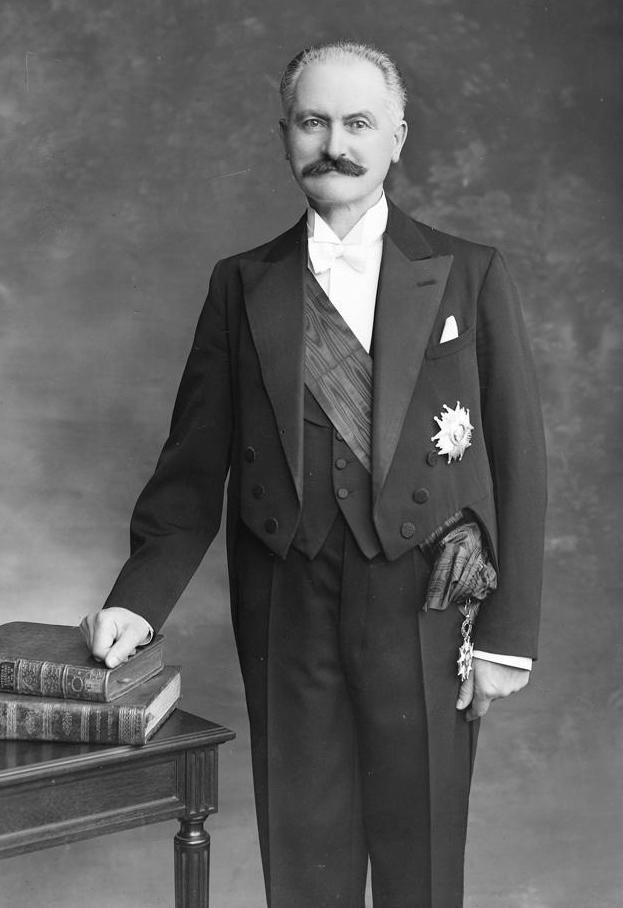
President Albert Lebrun

Op 5 april 1939 vonden de laatste presidentsverkiezingen tijdens de Derde Franse Republiek plaats. Voor het eerst sinds de verkiezing van 1885, waarbij president Jules Grévy was herkozen, kreeg een Frans president een tweede ambtstermijn. 
De herverkiezing van president Albert Lebrun kwam niet als een verrassing. De 67-jarige Lebrun was namelijk acceptabel voor zowel links, rechts als het centrum.
| Kandidaten       | politieke partij/richting                        | ronde 1 |
| ---------------- | ------------------------------------------------ | ------- |
| Albert Lebrun    | Alliance Démocratique                            | 55,97%  |
| Albert Bedouce   | Section Française de l'Internationale Ouvrière   | 16,70%  |
| Marcel Cachin    | Parti Communiste                                 | 8,19%   |
| Édouard Herriot  | Parti Républicain, Radical et Radical-Socialiste | 5,86%   |
| Justin Godart    | Parti Républicain, Radical et Radical-Socialiste | 5,53%   |
| Fernand Bouisson | -                                                | 1,77%   |
| François Piétri  | Alliance Démocratique                            | 1,11%   |
| Anderen          | -                                                | 4,87%   |